# Saint-Maurice-de-Satonnay
Saint-Maurice-de-Satonnay – miejscowość i gmina we Francji, w regionie Burgundia-Franche-Comté, w departamencie Saona i Loara.
Według danych na rok 1990 gminę zamieszkiwało 349 osób, a gęstość zaludnienia wynosiła 34 osoby/km² (wśród 2044 gmin Burgundii Saint-Maurice-de-Satonnay plasuje się na 570. miejscu pod względem liczby ludności, natomiast pod względem powierzchni na miejscu 915.).